# クォ・ヴァディス

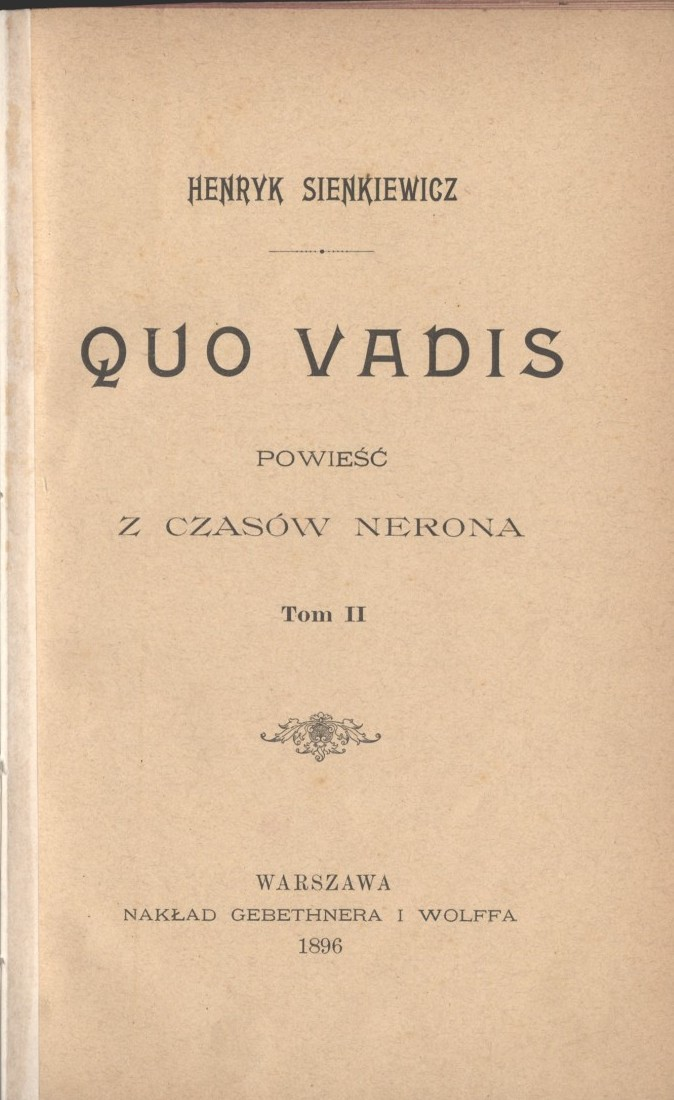
クォ・ヴァディス（1896年）

『クォ・ヴァディス: ネロの時代の物語』（ポーランド語: Quo Vadis: Powieść z czasów Nerona）は、19世紀ポーランド（ポーランド立憲王国期）の作家ヘンリク・シェンキェヴィチによる長編歴史小説で、一般には単に『クォ・ヴァディス』として知られる。1895年にポーランドの3つの新聞に連載され、翌年の1896年に出版された。1912年にサイレント映画をはじめ、1951年にハリウッドで制作された映画『クォ・ヴァディス』が有名。

## 概要
本作は西暦1世紀、暴君と言われるローマ皇帝ネロの治世下のローマ帝国を舞台として、若いキリスト教徒の娘リギアと、古代ローマの軍人マルクス・ウィニキウスの間の恋愛を生き生きと描写している他、当時のローマ帝国の上流階級に見られた堕落し享楽にふけった生活や社会、キリスト教徒への残虐な迫害の様子も描かれている。
作者であるシェンキェヴィチはこの作品を執筆するのに先だってローマ帝国の歴史を綿密に研究した。本作に歴史上の人物が登場してキリスト教以前の社会情勢を詳細に伝えるのはその顕れである。
日本語を含む50以上の言語に翻訳されている。この小説はシェンキェヴィチのノーベル文学賞受賞（1905年）に貢献したとされる。

## Quo Vadis の語が示すもの
「クォ・ヴァディス」とはラテン語で「（あなたは）どこに行くのか?」を意味し、新約聖書『ヨハネによる福音書』13章36節からの引用でもある。
この言葉は、ペトロの運命を決めたばかりでなく、その後のキリスト教の苦難と栄光の歴史を象徴するものとして作中のクライマックスで用いられている。

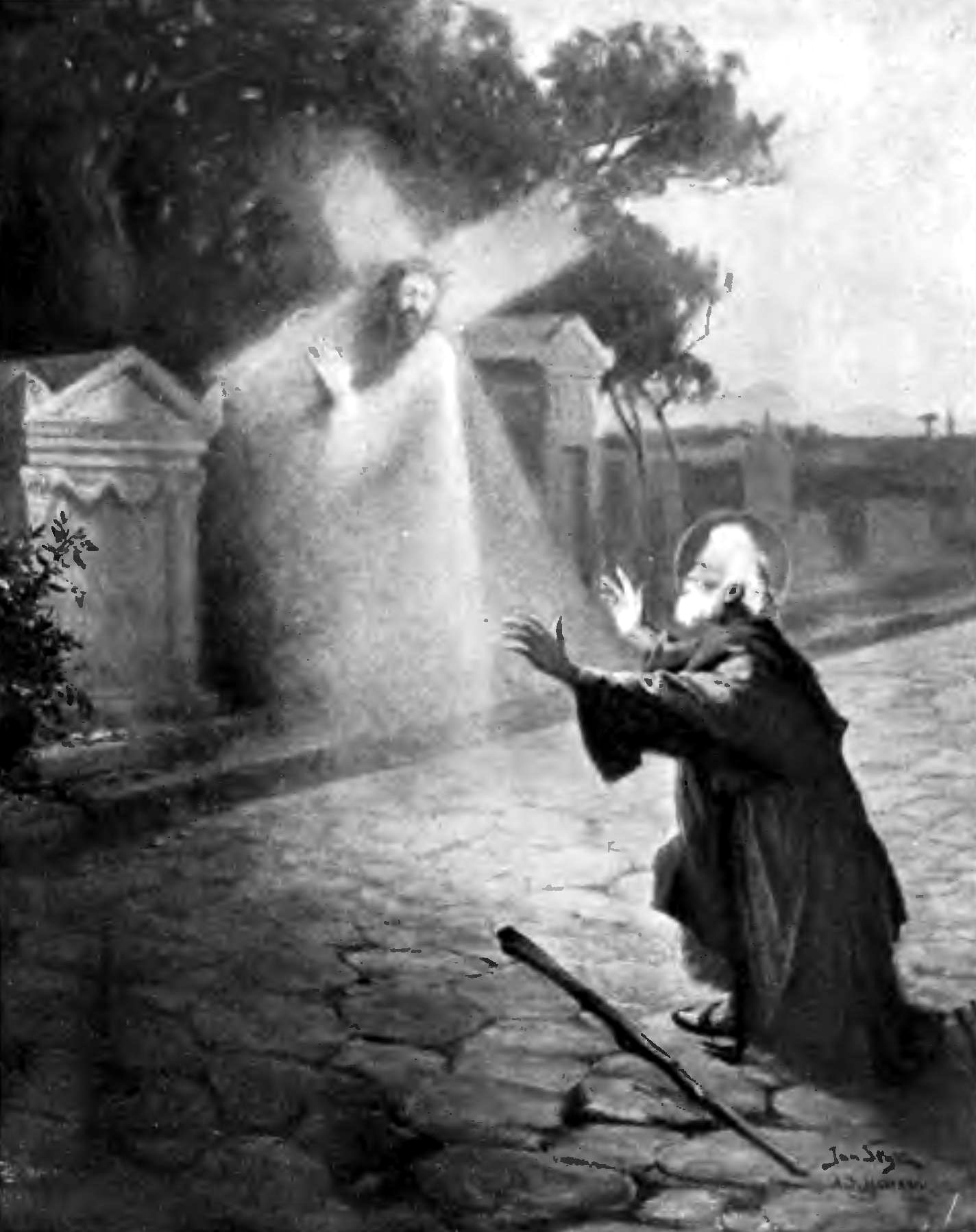
ローマに赴くキリストと邂逅するペトロ

ローマ帝国におけるキリスト教徒への迫害は日を追うごとに激しくなり、虐殺を恐れた者たちが国外へ脱出する事も当たり前になっていた。ペトロは最後までローマにとどまるつもりであったが、周囲の人々の強い要請により、渋々ながらローマを離れることに同意した。夜中に出発してアッピア街道を歩いていたペトロは、夜明けの光の中に、こちらに来るイエス・キリストの姿を見る。ペトロは驚き、ひざまずき、尋ねた。
ラテン語: Quo vadis, Domine? （主よ、何処にか行き給う / 主よ、どこに行かれるのですか）
キリストは言う
汝、我が民を見捨てなば、我、ローマに行きて今一度十字架にかからん／そなたが私の民を見捨てるなら、私はローマに行って今一度十字架にかかるであろう。
ペトロはしばらく気を失っていたが、起き上がると迷うことなく元来た道を引き返した。そしてローマで捕らえられ、十字架にかけられて殉教したのである。
ペトロは死んだが、それはキリスト教の発展の契機となり、彼はカトリック教会において初代のローマ法王とされている。
（この章の記述については、以下の書籍によった。）
『西洋故事物語』 上巻、阿部知二 編さん、河出書房新社〈河出文庫 726A〉、1983年。ISBN 978-4309470405。

## 登場人物
マルクス・ウィニキウス
（創作された人物）
最近になってローマに帰還したローマ軍の大隊長。その到着の折にリギアと出会い、恋に落ちる。そして叔父のペトロニウスに、彼女を手に入れるための助言を求める。

リギア（カリナ）
（創作された人物）
本名はカリナであるが、周囲からは「リギア」（Ligia、いくつかの翻訳では「Lygia」とも綴られる）と呼ばれる。退位したルギイ族の王の娘で、スラブ系の娘である（彼女の渾名がリギアとなったのはこのことによる）。「カリナ」は西スラブ語で「花」の意味。リギアは公式には「元老院ならびにローマ市民」の人質である。だが彼女は出身地の人々から忘れ去られて何年も経ている。美しいキリスト教徒の娘として描かれる。マルクスは彼女がキリスト教徒であることを知らずに恋に落ちる。考古学で長い間ルギイ族（ルク族）はレック族（ポーランド人の先祖の中核部族）の可能性があると言われているため、ポーランド人である作者が物語の主要人物の一人として登場させた。

ガイウス・ペトロニウス
（歴史上の人物）

「典雅の審判者」、ビテュニアの前総督。ペトロニウスはネロの廷臣であるが、彼の機知は常にネロへの阿諛追従でもあり、嘲弄でもある。幾分、非道徳的で怠惰な人物として描かれる。彼の甥であるマルクスのためにした彼の姦計はキリスト教徒であるリギアの友人によって裏を掻かれる。

キロン・キロニデス
（創作された人物）
彼はリギアを見つけ出すためにマルクスに雇われる。小説中でのキロンの役割は重要だが、映画化にあたって登場することは稀れである。例外としては2001年撮影のポーランド語版があげられる程度である。二枚舌の裏切り者であるが、彼の最期は明らかに聖ディスマスを基にしたものであろう。

ネロ
（歴史上の人物）
無能で狭量な皇帝で、廷臣に操られている。佞臣と道化の言ばかりを重んじる。

ティゲッリヌス
（歴史上の人物）
近衛隊長。彼はペトロニウスとネロの寵を争い、ネロを唆して様々な残虐な行いを犯させる。

ポッパエア・サビナ
（歴史上の人物）
ネロの妻。リギアに対して嫉妬と憎悪を激しく燃やす。

クラウディア・アクテ
（歴史上の人物)
解放奴隷であり、ネロの元愛人。彼女はいまだにネロを愛しているが、今ではネロは彼女に飽き、彼女を無視している。キリスト教の信仰を学んだが、完全に改宗しようとまでは考えていない。

アウルス・プラウティウス
（歴史上の人物）
嘗てブリタンニア遠征を指揮し尊敬を集めるローマの将軍。アウルスはポンポニアとリギアがキリスト教を信仰していることに全く気づいていない(あるいは気にかけていない)。

ポンポニア・グラエキナ
（歴史上の人物）
キリスト教改宗者。ポンポニアとアウルスはリギアの養父母であるが、法律上は正式に彼女を養子とすることができない。これは法的にリギアがローマ（つまりは皇帝）の人質であるためである。老夫婦はリギアの養育、保護にあたっている。

ウルスス
（創作された人物）
リギアの護衛。「ウルスス」とはラテン語で「熊」の意味であり、彼のあだ名。リギアの母語での本名はカリナであるが、ウルススの本名は明らかにされていない。彼女の部族の男で、彼女の母に仕え、リギアに献身する。キリスト教改宗者で、彼は自分の強大な膂力を押さえつけ、信仰に従うために苦悶している。よく言うところの「高貴なる蛮人」然とした人物像として描かれる。

聖ペトロ
（歴史上の人物）
十二使徒の一人。年老いた伝道師でありローマそのものをキリスト教に改宗させる使命を帯びている。ネロの絶大な権勢に感嘆する（作中ではペトロがネロを「獣」と名づける）が、迫害の犠牲となって磔刑を受ける。

タルソのパウロ
（歴史上の人物）
マルクスを改宗させることに個人的に興味を抱いている。

クリスプス
（創作された人物）
熱心なキリスト教徒

## この作品の影響
1895年は劇作家・俳優のウィルソン・バレットが演劇『十字架の徴』を演出して成功を博した年でもある。バレットは『クォ・ヴァディス』の存在を知らなかったとしているが、この演劇の幾つかの要素が『クォ・ヴァディス』によく似ている。
- どちらの作品でも「マルクス」という名のローマ軍人がキリスト教徒の娘と恋に落ち、彼女を「所有」しようとする（『クォ・ヴァディス』では彼女は「リギア」だが、『十字架の徴』では「メルキア」である）。
- ネロ、ティゲリヌス、ポッパエアはどちらの作品でも重要な登場人物であり、ポッパエアがマルクスに肉欲を抱く。
- 作品の結末とペトロニウスが『十字架の徴』には登場しない点が両作品では異なる。

ほぼ同時代の小説家であるチャールズ・ディケンズが、小説が改作され舞台化されても著作権利用料が支払われないことに不平を書き残していることから、小説を舞台向けに非公式に改作することは、当時一般的に行なわれていたと考えられる。このことから『十字架の徴』が本作の非公式の改作であったと推測することはできる。
『クォ・ヴァディス』を原作として制作された映画が幾つかある。英語で撮影されたもので最もよく知られているのは、1951年にハリウッドで制作された『クォ・ヴァディス』である。また、2001年にはポーランドで映画化されている。監督はイェジー・カヴァレロヴィチ。そちらの邦題は『クオ・ヴァディス』と「オ」が大文字になっている。

## 歴史上の事件との関連

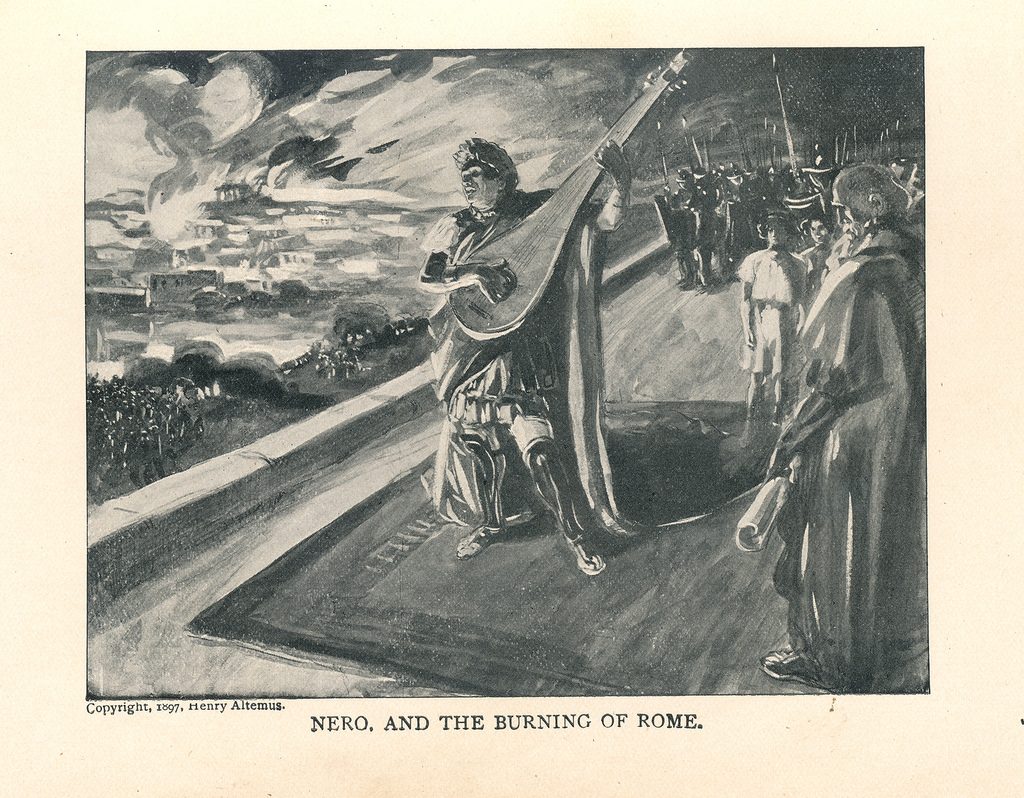
ローマの大火を眺めながら音楽を奏でるネロ

シェンキェヴィチはいくつかの歴史上の事件を引用して、本作の中でまとめている。それらの幾つかは正確さの点で疑問の残るものもある。
- 実際には57年、ポンポニア・グラエキナ（英語版）は「外国の迷信」を行なった科（とが）で告発された。これは彼女のキリスト教への改宗を指すとされる。彼女は古代ローマの慣習に従い、家庭内の法廷で夫アウルスによって裁かれ（家父長権の項目を参照）、結果として放免されることになる。しかしローマにある聖カリストゥスの墓碑銘は、グラエキナの家族がキリスト教徒であったことを示唆している。
- ネロの唯一人の子どもクラウディア・アウグスタは、64年に死んでいる。
- 64年7月のローマの大火は、作中ではネロの命令によって起きている。しかし、これについての確実な証拠はなく、この時代のローマでは火事はごく日常のことであったことを考え合わせるべきである。

## 日本語訳
- 松本赳（松本雲舟）訳『何処に往く』（昭文堂、1907 - 1908年、合本版 1911年）
- 大町桂月編訳『クォ・ワ゛ジス』（三陽堂／三星社／植竹書院、1915年）
- 木村毅訳『何処へ行く』（春秋社、1924年）
  - 『クォ・ワ゛ディス』、新潮社〈世界文學全集〉、1928年
  - 『クオ・ヴァディス』、角川書店〈角川文庫〉全3巻、1952年
- 谷口武編訳『クオウァヂス物語』（イデア書院、1927年）
- 河野与一訳『クオ・ヴァディス』（岩波書店〈岩波文庫〉全3巻、1954年）、再版多数
- 梅田良忠訳『クォーウァーディス』（平凡社〈世界名作全集〉、1959年）
  - 『クオーウァーディス』新潮文庫 全3巻、1964年
- 木村彰一訳『クオ・ワディス』（主婦の友社〈ノーベル賞文学全集〉、1972年/講談社〈世界文学全集〉、1977年）
  - 『クオ・ワディス』岩波文庫 全3巻、1995年、ワイド版2007年。辻邦生解説
- 吉上昭三訳『クオ・ヴァディス』（旺文社〈旺文社文庫〉全2巻、1980年）
  - 『クオ・ヴァディス』津田櫓冬画、福音館書店〈福音館古典童話シリーズ〉全2巻、2000年

上記訳書で、ポーランド語原典での直接訳は最後の三者で、松本訳と木村毅訳は英訳からの重訳。河野訳は「直接訳であることを匂わせているが〔……〕、多分に疑わしい」とされる。